# Спокута гріхів
Спокута гріхів (англ. Absolution) — американський екшн-трилер 2024 року режисера Ганса Петтера Моланда за сценарієм Тоні Гейтона, у головній ролі якого знявся Ліам Нісон — у ролі похмурого старіючого гангстера.
Фільм вийшов у кінотеатральний прокат 1 листопада 2024 року компанією Samuel Goldwyn Films і отримав неоднозначні відгуки критиків.

## Сюжет
Старіючий боєць мафії намагається втекти від свого минулого та відновити зв'язок зі своєю відчуженою дочкою та онуком, після того, як виявляє, що у нього хронічна енцефалопатія (ХТЕ) і що йому залишилося жити недовго.

## Акторський склад
- Ліам Нісон[2] у ролі Бандита
- Йолонда Росс[en][3] у ролі жінки
- Деніел Дімер[en][3] у ролі Кайла Коннера
- Хав'єр Моліна у ролі Гамберро
- Френкі Шоу[3] у ролі Дейзі
- Рон Перлман[3] у ролі Чарлі Коннера
- Вільям Ксіфарас у ролі Кіко
- Терренс Пулліам у ролі Дре
- Джош Дреннен у ролі батька Бандита
- Раян Хомчик у ролі доктора Грубера
- Діанна Тарраза у ролі Араселі
- Кріс Айверс[d] у ролі Священика
- Раян Каравей у ролі бармена
- Омар Мустафа Гонім у ролі Армандо
- Том Кемп[d] у ролі Берта
- Джиммі Гонсалес[d] у ролі Дієго Мачадо
- Брюс Сосія у ролі Томмі
- Левон Панек у ролі Величезного Чувака[4]
- Гія Трусдейл у ролі дружини Чарлі Коннера[4] (не зазначена в титрах)